# Land, das meine Sprache spricht (1980)
Land, das meine Sprache spricht ist ein Fernsehfilm von 1980, basierend auf der Erzählung Der zwanzigste Juli von Alexander Lernet-Holenia.

## Handlung
1944: Die Jüdin Suzette Alberti war bisher durch ihren arischen Ehemann geschützt. Doch als er stirbt, stehen kurz darauf zwei Gestapo-Beamte vor ihrer Tür und wollen sie verhaften. Sie kann flüchten und findet bei ihrer Freundin Elisabeth von Josselin Unterschlupf, was deren Ehemann, der Wehrmachts-Major Friedrich von Josselin, aber nicht erfahren darf. Als dieser früher als erwartet von einer Dienstreise zurückkehrt, muss Suzette bei Elisabeths Vater versteckt werden. Dessen Haushälterin Frau Koczebrowsky könnte dies jedoch verraten, also kehrt Suzette bei Friedrichs nächster Reise in Elisabeths Wohnung zurück. Suzette ist schon seit dem Tod ihres Mannes krank, nun geht es ihr immer schlechter und ein herbeigerufener Arzt stellt eine schwere Entzündung fest, wegen der Suzette dringend ins Krankenhaus muss. Um Suzettes Leben zu retten, gibt Elisabeth den Krankenpflegern ihren eigenen Ausweis mit, als diese nach Suzettes Papieren fragen – sie „leiht“ der jüdischen Freundin quasi ihre arische Identität.
Suzette stirbt jedoch im Krankenhaus, weshalb Elisabeth, die nun offiziell als tot gilt, das Haus ihres Vaters nicht mehr verlassen kann. Friedrich wurde per Telegramm heimgerufen. Er ist, als pflicht- und ehrbewusster Soldat, zunächst verärgert über das Verhalten seiner Frau. Er weiß, dass sie damit auch ihn in Gefahr gebracht hat und möchte, um einer Aufdeckung zuvorzukommen, seinem General alles erzählen. Der General ist Teil der Widerstandsgruppe, die das Attentat vom 20. Juli 1944 auf Adolf Hitler vorbereitet. Er weiht nun Friedrich in diese Pläne ein und überzeugt ihn, daran teilzunehmen.  Friedrich erhält einen Marschbefehl, mit dem er nach dem Attentat nach Oberitalien reisen und den Kontakt zu den dortigen Truppen aufnehmen soll. Elisabeth könne dann mit ihm ausreisen, Friedrich soll darüber aber Stillschweigen bewahren.
Elisabeth sieht nur eine Chance, ins Ausland zu kommen: Suzette hatte ihr von einem Herrn Bukowsky erzählt, der im Grand Hotel wohne und Ausreisevisa besorgen könne. Also nimmt sie die Identität der verstorbenen Suzette an und besucht diesen Herrn. Es stellt sich heraus, dass er ein Offizier des SD ist. Er kann Elisabeth eine Ausreise nach Italien ermöglichen, von wo aus sie sich in die Schweiz durchschlagen könne, und möchte sich durch Sex mit Elisabeth bezahlen lassen. Sie besucht ihn mehrmals, hält ihn jedoch hin. Bukowsky entwickelt eine gewisse Faszination für sie, er möchte nun mit ihr nach Italien reisen und ist einverstanden, wenn sie erst dort mit ihm schläft.
Als Bukowsky sich bei der Gestapo den Pass für Elisabeth besorgen will, gerät er an den Beamten, der Suzette nach dem Tod ihres Mannes festnehmen wollte. So erfährt er, dass Elisabeth gar nicht Suzette ist. Nachdem er ihre wahre Identität erfahren hat, lässt er Friedrich, mit dem Vorwurf der Mitwisserschaft an dem Verstecken von Suzette, festnehmen. Friedrich wird – am 20. Juli 1944 – von einem Hauptmann abgeführt und zunächst nach Hause gebracht, wo er die Uniform ablegen und dann in Zivil zum Verhör gebracht werden soll. Er versucht erfolglos, den Hauptmann zu überzeugen, ihn laufenzulassen. Auf dem Weg zum Verhör in der Gestapo-Zentrale kommen sie an Wehrmachtstruppen vorbei, die unterwegs sind, die Gestapo zu besetzen und zu entwaffnen. Friedrich sieht das als Zeichen, dass das Attentat auf Hitler geglückt ist, betrachtet sich wieder als frei und macht sich zu Fuß auf zu Elisabeths Vater. Dieser hat die Vorgänge bei der Gestapo-Zentrale jedoch beobachtet und erfahren, dass das Attentat missglückt ist. Die beteiligten Wehrmachtsoffiziere wurden bereits festgenommen und werden nun nacheinander erschossen. Elisabeth und ihr Vater vermuten daher, dass auch Friedrich tot ist, worauf Elisabeth zustimmt, noch am selben Abend mit Bukowsky nach Italien abzureisen. Friedrich trifft zu spät ein, als Elisabeth schon auf dem Weg zum Bahnhof ist.
Der Gestapobeamte, der Bukowsky das Visum besorgt hat, erfährt, dass Friedrich nicht unter den hingerichtete Offizieren ist. Daher glaubt er, Bukowsky habe ihn vorsorglich vom SD festnehmen lassen, um ihn zu schützen. Aus Antipathie gegenüber Bukowsky, aber auch aus Konkurrenz zwischen den beiden Behörden (Gestapo und SD), will er nun Bukowsky festnehmen. Dieser sitzt schon  mit Elisabeth im Zug, als sein Name ausgerufen wird. Er will sich der Festnahme widersetzen, erschießt den Gestapobeamten und wird gleichzeitig von einem anderen Beamten erschossen.
Währenddessen sitzt Elisabeth allein im Zug, und plötzlich steht der totgeglaubte Friedrich in der Abteiltür. Dank des Marschbefehls seines Generals können nun beide gemeinsam nach Italien fliehen.

## Titel
Der Titel des Films entstammt dem Gedicht Des Fremdlings Abendlied von Georg Philipp Schmidt von Lübeck, das von Franz Schubert unter dem Titel Der Wanderer vertont wurde. Das in dem Gedicht anklingende Motiv der Sehnsucht und Heimatlosigkeit spiegelt gewissermaßen die Situation der Widerstandskämpfer im Nationalsozialismus wider: Die Sehnsucht nach einer besseren Zukunft und das Gefühl der Heimatlosigkeit im eigenen Land.

## Produktion
Der Film ist eine Koproduktion von ARD und ORF und wurde 1980 zum ersten Mal ausgestrahlt. Es handelt sich um die zweite Verfilmung der Erzählung Der zwanzigste Juli von Alexander Lernet-Holenia nach einem gleichnamigen Schwarzweiß-Fernsehfilm von 1959, auch unter der Regie von Michael Kehlmann.